# Marathon van Rome 1995
De marathon van Rome 1995 werd gelopen op zondag 12 maart 1995. Het was de eerste editie van deze marathon. Bij nameting bleek de wedstrijd 700 meter te kort te zijn.
De Ethiopiër Belayneh Tadesse kwam als eerste over de streep in 2:10.13. Bij de vrouwen won de Zwitserse Fabiola Oppliger de wedstrijd in 2:39.31.

## Uitslagen
Mannen
| rang   | naam                   | land | tijd    |
| ------ | ---------------------- | ---- | ------- |
| Goud   | Belayneh Tadesse       | ETH  | 2:10.13 |
| Zilver | Ikaji Salum            | TAN  | 2:10.25 |
| Brons  | Dube Jillo             | ETH  | 2:11.05 |
| 4      | Antonio Vicente        | BRA  | 2:11.40 |
| 5      | Salvatore Nicosia      | ITA  | 2:13.03 |
| 6      | Girma Daba             | ETH  | 2:13.45 |
| 7      | Carlos Ayala           | MEX  | 2:13.55 |
| 8      | Tomasz Kozlowski       | POL  | 2:14.45 |
| 9      | El Hadi Moumou         | FRA  | 2:14.51 |
| 10     | Diamantino Dossantos   | BRA  | 2:15.06 |
| 11     | Tumo Turbo             | ETH  | 2:15.13 |
| 12     | Igor Izyumov           | RUS  | 2:16.25 |
| 13     | Matteo Palumbo         | ITA  | 2:17.12 |
| 14     | Kazimierz Stanislawski | POL  | 2:17.16 |
| 15     | Jacek Nitka            | POL  | 2:17.56 |

Vrouwen
| rang   | naam               | land | tijd    |
| ------ | ------------------ | ---- | ------- |
| Goud   | Elena Sipatova     | RUS  | 2:37.46 |
| Zilver | Irina Sklyarenko   | UKR  | 2:39.39 |
| Brons  | Roxi Erickson      | USA  | 2:39.51 |
| 4      | Irena Czuta        | POL  | 2:40.03 |
| 5      | Jeannie Wokasch    | USA  | 2:41.00 |
| 6      | Dana Hajna         | CZE  | 2:44.48 |
| 7      | Leslie Carson      | CAN  | 2:45.19 |
| 9      | Alessandra Insogna | ITA  | 2:52.14 |
| 10     | Sandra Khannouchi  | DOM  | 2:54.16 |

1982 ·
1983 ·
1984 ·
1985 ·
1986 ·
1987 ·
1988 ·
1989 ·
1990 ·
1991 ·
1995 ·
1996 ·
1997 ·
1998 ·
1999 ·
2000 ·
2001 ·
2002 ·
2003 ·
2004 ·
2005 ·
2006 ·
2007 ·
2008 ·
2009 ·
2010 ·
2011 ·
2012 ·
2013 ·
2014 ·
2015 ·
2016 ·
2017